# 박승철 (의사)
박승철(朴陞哲, 1940년 1월 5일 국민정부 시대 중화민국 대륙 본토 허베이 성 베이핑 출생 ~ 2014년 6월 1일 대한민국 서울에서 별세.)은 대한민국의 전염병 전문 의사이다.

## 출생 및 학력
박승철은 상해 임시정부 요원으로 활동한 독립운동가이자 애국지사인 박명렬 선생의 장남으로 부친의 활동지역이던 중화민국 베이징에서 1940년 1월 5일 출생하였으며 지난날 한때 중화민국 허베이 성 스자좡에서 잠시 유아기를 보낸 적이 있다. 일본의 제2차 세계 대전 패전에 따른 해방으로, 박승철의 가족은 서울로 귀국하고, 이후 박승철은 서울에서 유년 시절을 보낸다. 한국 전쟁이 발발하여 박승철은 가족과 함께 부친의 고향 충청남도 공주 근처인 홍성군 광천읍으로 피난하여 정착하고, 중학교 진학에 따른 서울로 유학갈 때까지 광천초등학교를 다니며 이곳에서 소년기를 보낸다. 서울 경복 중고등학교를 거쳐 서울대학교 의과대학에서 의학사 학위를 받았고 그 후 같은 학교에서 의학석사 학위를 거쳐 의학박사 학위를 받았다.

## 경력 및 활동
육군 군의관으로 복무하고 1973년 육군 소령으로 예편한 박승철은 한양대학교 의과대학 내과학 부교수를 거쳐, 고려대학교 의과대학 내과 과장을 역임하였다. 학회활동으로는 대한감염학회장· 대한백신학회장 등을 역임했다. 특히 2003년부터 2004년까지 중국, 베트남, 일본 등 동아시아에 대규모로 창궐한 사스(SARS: 중증 급성 호흡기 증후군) 전염 사태에서 국가방역 체계의 컨트롤 타워의 중심을 잘 잡도록 원로 자문 그룹의 수장으로서 역할을 잘 수행하여 한국이 유일하게 사망자가 발생하지 않는 등의 업적을 세운바 있다., 2003년 노무현 대통령으로부터 근정훈장홍조장을 받았다. 2004년부터  2006년까지 서울중앙보훈병원장을  역임하였고, 2006년에는 인수공통전염병학회를 창립하였고 한국과학기술한림원 종신회원으로 임명되었다. 2008년부터 삼성의료원 서울병원 상임고문으로 재직하며, 2009년 국가신종플루대책위원장의 직을 수행하기도 하였다.

## 죽음
박승철은 2014년 6월 1일 지병이 악화되어 삼성의료원 서울병원에서 생을 마감하였다.